# Agony
Agony – przygodowa gra akcji wyprodukowana przez Madmind Studio i wydana 29 maja 2018 roku przez PlayWay na platformach Microsoft Windows, PlayStation 4, Xbox One. Gra opowiada historię duszy zabłąkanej w piekle, która próbuje stamtąd uciec.
Gra zebrała negatywne oceny, a jako błędy wymieniano nudną rozgrywkę, mechanikę skradania się i powtarzalność.
W 2021 roku wydano spin-off o tytule Succubus.

## Rozgrywka
Gracz steruje duszą z perspektywy pierwszej osoby. Akcja gry toczy się w piekle, a rozgrywka została podzielona na cztery lokalizacje. W celu uniknięcia walki z demonami, gracz ma możliwość kucania i wstrzymania oddechu. Wraz z rozwojem bohatera, gracz zyskuje umiejętność przejmowania innych ciał uwięzionych w piekle. W trakcie eksploracji postać gracza może rozwiązywać zagadki logiczne. Po przejściu gry i zabiciu ostatniego bossa odblokowany zostaje dodatkowy tryb sukuba. Gracz ma w nim dostęp do nowych miejsc, ale nie może przejmować innych ciał, rozwiązywać zagadek czy podnosić pochodni.

## Produkcja
Agony to debiutancki projekt polskiego przedsiębiorstwa Madmind Studio, którego pracownicy współtworzyli wcześniej gry, takie jak Wiedźmin 3: Dziki Gon, Sniper: Ghost Warrior 2, czy Tom Clancy’s The Division. W 2016 roku twórcy rozpoczęli zbiórkę pieniędzy w serwisie Kickstarter z wymaganą kwotą na ukończenie projektu wynoszącą 66 666 dolarów. Ostatecznie zebrano ponad 100 000 dolarów.
Z uwagi na brutalność w grze, gra dostała klasyfikację wiekową „Adults Only” od organizacji ESRB, co blokowało jej wydanie na konsolach PlayStation 4 i Xbox One. Twórcy zdecydowali się ocenzurować swoją produkcję, aby dostać niższą kategorię. Poprawiona wersja Agony Unrated, zawierająca wycięte elementy, poprawioną oprawę graficzną i nowe elementy została wydana 31 października 2018 na platformie Steam.